# Kingfisher (Oklahoma)
Kingfisher è un comune degli Stati Uniti d'America, situato nello Stato dell'Oklahoma, nella Contea di Kingfisher, della quale è il capoluogo.